# 塔爾努夫
塔爾努夫（波蘭語：Tarnów）是波蘭的一個城市，位於東南部的小波蘭省，距離克拉科夫約70公里，約有十萬名居民。在第二次瓜分波蘭中，塔爾努夫被劃入奧地利帝國內。在1975年到1998年期間，塔爾努夫屬塔爾努夫省，并且作為其行政中心，1999年省分整併後屬於小波蘭省。現在的塔爾努夫是一座重要的工業城市，煤炭化学和机械制造业发达，生产人造纤维和氮肥等各种化工产品。另有电机、农机、造纸、玻璃、食品工业。此外，塔爾努夫保存了許多14至16世紀文藝復興時期的建築，有「波蘭的托斯卡納」之稱。當地的建築深受外國文化和曾經居住在該地區的外國人的影響，尤其是猶太人、德國人和奧地利人。

## 氣候
塔爾努夫是波兰最温暖、也是夏季最长的城市，从五月持續至九月。

## 友好城市
- 波蘭華沙
- 波蘭新松奇
- 乌克兰白采尔克瓦
- 乌克兰捷尔诺波尔
- 乌克兰文尼察
- 匈牙利小克勒什
- 匈牙利維斯普雷姆
- 英国布莱克本
- 義大利卡薩爾馬焦雷
- 斯洛伐克特倫欽
- 比利时斯霍滕
- 俄羅斯科特拉斯[4]